# Sportverein Babelsberg 1903 2022-2023
Questa voce raccoglie le informazioni riguardanti il Sportverein Babelsberg 1903 nelle competizioni ufficiali della stagione 2022-2023.

## Stagione
Nella stagione 2022-2023 il Babelsberg, allenato da Markus Zschiesche, concluse il campionato di Regionalliga Nordest al 10º posto.

## Rosa
| N. |                      | Ruolo | Calciatore         |
| -- | -------------------- | ----- | ------------------ |
| 1  | Germania (bandiera)  | P     | Luis Klatte        |
| 3  | Germania (bandiera)  | D     | Marcus Hoffmann    |
| 5  | Germania (bandiera)  | D     | Jake-Robert Wilton |
| 6  | Germania (bandiera)  | D     | Paul Wegener       |
| 7  | Palestina (bandiera) | A     | Daoud Iraqi        |
| 8  | Germania (bandiera)  | C     | Emir Gencel        |
| 9  | Germania (bandiera)  | A     | Tom Nattermann     |
| 10 | Germania (bandiera)  | C     | Tino Schmidt       |
| 11 | Germania (bandiera)  | A     | Daniel Frahn       |
| 12 | Israele (bandiera)   | P     | Tomer Haran        |
| 14 | Germania (bandiera)  | A     | Dominik N'Gatie    |
| 15 | Germania (bandiera)  | D     | Albert Pistol      |
| 17 | Germania (bandiera)  | D     | Mateo Kastrati     |

| N. |                     | Ruolo | Calciatore         |
| -- | ------------------- | ----- | ------------------ |
| 18 | Germania (bandiera) | C     | David Danko        |
| 19 | Germania (bandiera) | D     | Marcel Rausch      |
| 21 | Germania (bandiera) | C     | Sven Reimann       |
| 22 | Germania (bandiera) | D     | Janne Sietan       |
| 23 | Germania (bandiera) | A     | Matthias Steinborn |
| 24 | Germania (bandiera) | A     | Rudolf Ndualu      |
| 27 | Germania (bandiera) | D     | Saibo Ibraimo      |
| 28 | Germania (bandiera) | P     | Marco Flügel       |
| 29 | Germania (bandiera) | P     | Linus Löffler      |
| 30 | Turchia (bandiera)  | C     | Tahsin Çakmak      |
| 31 | Germania (bandiera) | C     | Rico Gladrow       |
| 33 | Germania (bandiera) | C     | Leon Bürger        |

## Organigramma societario
Area tecnica
- Allenatore: Markus Zschiesche
- Allenatore in seconda: Ronny Ermel
- Preparatore dei portieri: Marvin Gladrow
- Preparatori atletici:
- Analisi video:

## Calciomercato

### Sessione estiva
| Acquisti | Acquisti           | Acquisti            | Acquisti |
| R.       | Nome               | da                  | Modalità |
| -------- | ------------------ | ------------------- | -------- |
| A        | Rudolf Ndualu      | Duisburg            |          |
| D        | Saibo Ibraimo      | Phönix Lubecca      |          |
| C        | Tahsin Çakmak      | TeBe Berlino        |          |
| C        | Jannis Fuchs       | Energie Cottbus U19 |          |
| C        | Rico Gladrow       | TeBe Berlino        |          |
| P        | Luis Klatte        | Hansa Rostock       |          |
| A        | Dominik N'Gatie    | Eichstätt           |          |
| A        | Tom Nattermann     | Lokomotive Lipsia   |          |
| A        | Matthias Steinborn | BFC Dynamo          |          |

| Cessioni | Cessioni         | Cessioni                | Cessioni |
| R.       | Nome             | a                       | Modalità |
| -------- | ---------------- | ----------------------- | -------- |
| C        | Nicola Jürgens   | Freiberg                |          |
| P        | Justin Borchardt | Neustrelitz             |          |
| A        | Manuel Härtel    | Optik Rathenow          |          |
| A        | Benedikt Kahl    | RSV Eintracht 1949      |          |
| C        | Leonard Koch     | Lichtenberg 47          |          |
| D        | Petar Lela       | Düren                   |          |
| C        | Jakub Moravec    | Bischofswerdaer         |          |
| A        | Robin Müller     | St. Pauli II            |          |
| A        | Etienne Nikol    | 1. FC Rielasingen-Arlen |          |
| A        | Felix Pilger     | Union Fürstenwalde      |          |
| P        | Jannick Theißen  | Düren                   |          |

### Sessione invernale
| Acquisti | Acquisti    | Acquisti     | Acquisti |
| R.       | Nome        | da           | Modalità |
| -------- | ----------- | ------------ | -------- |
| C        | Leon Bürger | Verl         |          |
| P        | Tomer Haran | Hapoel Afula |          |

| Cessioni | Cessioni            | Cessioni           | Cessioni |
| R.       | Nome                | a                  | Modalità |
| -------- | ------------------- | ------------------ | -------- |
| C        | Jannis Fuchs        | VfB 1921 Krieschow |          |
| D        | Georgios Labroussis | Lichtenberg 47     |          |

## Risultati

### Regionalliga Nordest

#### Girone di andata
| Arbitro: | Jessen |

|                                                |           |                         |
| Frahn 20’ Çakmak 49’ Steinborn 62’ Gladrow 67’ | Marcatori | 39’ Brügmann 61’ Eshele |

| Arbitro: | Kohnert |

|  |           |             |
|  | Marcatori | 42’ N'Gatie |

| Arbitro: | Klemm |

|                           |           |                              |
| Steinborn 47’ Gladrow 64’ | Marcatori | 26’ (aut.) Ibraimo 90’ Bätge |

| Arbitro: | Bringmann |

|  |           |           |
|  | Marcatori | 23’ Frahn |

| Arbitro: | Kluge |

|           |           |                      |
| Frahn 25’ | Marcatori | 45’ (rig.) Francisco |

| Arbitro: | Ventzke |

|  |           |           |
|  | Marcatori | 17’ Danko |

| Arbitro: | Ostrin |

|                       |           |                     |
| Sietan 13’ Çakmak 30’ | Marcatori | 7’ Gakpeto 56’ Kaus |

| Arbitro: | Vierock |

|  |           |                        |
|  | Marcatori | 15’ Ndualu 90’ Gladrow |

| Arbitro: | Markhoff |

|                           |           |  |
| Ndualu 14’, 37’ Frahn 57’ | Marcatori |  |

| Arbitro: | Rose |

|                        |           |            |
| Euschen 33’ Suljić 80’ | Marcatori | 2’ Gladrow |

| Potsdam 28 ottobre 2022, ore 19:00 CEST 11ª giornata | Babelsberg | 0 – 0 referto | Berliner AK 07 | Stadio Karl Liebknecht (3 333 spett.)\| Arbitro: \| Wilske \| |
| Arbitro:                                             | Wilske     |               |                |                                                               |

| Arbitro: | Bringmann |

|            |           |                                                                 |
| Malina 81’ | Marcatori | 30’ Nattermann 47’, 57’ Ndualu 69’ Steinborn 76’ (rig.) Schmidt |

| Arbitro: | Allwardt |

|  |           |                        |
|  | Marcatori | 7’ Brügmann 26’ Stagge |

| Arbitro: | Näther |

|                                                      |           |                           |
| Seidemann 34’, 45’ Mergel 51’, 63’, 84’ Felßberg 75’ | Marcatori | 59’ Steinborn 69’ Schmidt |

| Arbitro: | Kohnert |

|  |           |           |
|  | Marcatori | 87’ Krauß |

| Arbitro: | Näther |

|  |           |                 |
|  | Marcatori | 83’ Hildebrandt |

| Arbitro: | Rauschenberg |

|                                          |           |                                  |
| Pfeffer 4’, 68’ Dombrowa 14’ Atilgan 63’ | Marcatori | 66’ Çakmak 84’ (rig.), 85’ Frahn |

#### Girone di ritorno
| Arbitro: | Bartnitzki |

|           |           |               |
| Mauer 14’ | Marcatori | 71’ Steinborn |

| Arbitro: | Kohnert |

|            |           |  |
| Çakmak 68’ | Marcatori |  |

| Arbitro: | Weisbach |

|                    |           |                         |
| Ciğerci 17’ (rig.) | Marcatori | 33’ Steinborn 66’ Frahn |

| Arbitro: | Bringmann |

|  |           |                       |
|  | Marcatori | 8’ Theisen 51’ Harres |

| Arbitro: | Bringmann |

|                                         |           |            |
| Plumpe 7’ Gollnack 42’ Flath 45’ (rig.) | Marcatori | 85’ Gencel |

| Potsdam 3 marzo 2023, ore 19:00 CET 23ª giornata | Babelsberg | 0 – 0 referto | TeBe Berlino | Stadio Karl Liebknecht (2 392 spett.)\| Arbitro: \| Bartnitzki \| |
| Arbitro:                                         | Bartnitzki |               |              |                                                                   |

| Arbitro: | Kluge |

|  |           |           |
|  | Marcatori | 63’ Frahn |

| Arbitro: | Beblik |

|            |           |                         |
| Ndualu 10’ | Marcatori | 42’ Schneider 72’ Syhre |

| Arbitro: | Bringmann |

|  |           |                           |
|  | Marcatori | 10’, 44’ Frahn 17’ Ndualu |

| Arbitro: | Sather |

|            |           |              |
| Wilton 90’ | Marcatori | 32’ Pollasch |

| Arbitro: | Dallmann |

|                       |           |                          |
| Sussek 69’ Yajima 90’ | Marcatori | 27’ Çakmak 54’ Steinborn |

| Arbitro: | Näther |

|                       |           |  |
| Frahn 44’, 74’ (rig.) | Marcatori |  |

| Arbitro: | Rauschenberg |

|                    |           |            |
| Campulka 7’ (rig.) | Marcatori | 2’ Gladrow |

| Arbitro: | Schipke |

|                          |           |  |
| Çakmak 50’ Steinborn 89’ | Marcatori |  |

| Jena 13 maggio 2023, ore 14:00 CEST 32ª giornata | Carl Zeiss Jena | 0 – 0 referto | Babelsberg | Ernst-Abbe-Sportfeld (4 309 spett.)\| Arbitro: \| Albert \| |
| Arbitro:                                         | Albert          |               |            |                                                             |

| Arbitro: | Vierock |

|              |           |  |
| Hottmann 38’ | Marcatori |  |

| Arbitro: | Strebinger |

|  |           |                             |
|  | Marcatori | 14’, 59’ Atilgan 69’ Heynke |

## Statistiche

### Statistiche di squadra
| Competizione | Punti | In casa | In casa | In casa | In casa | In casa | In casa | In trasferta | In trasferta | In trasferta | In trasferta | In trasferta | In trasferta | Totale | Totale | Totale | Totale | Totale | Totale | DR |
| Competizione | Punti | G       | V       | N       | P       | Gf      | Gs      | G            | V            | N            | P            | Gf           | Gs           | G      | V      | N      | P      | Gf     | Gs     | DR |
| ------------ | ----- | ------- | ------- | ------- | ------- | ------- | ------- | ------------ | ------------ | ------------ | ------------ | ------------ | ------------ | ------ | ------ | ------ | ------ | ------ | ------ | -- |
| Regionalliga | 49    | 17      | 5       | 6       | 6       | 19      | 19      | 17           | 8            | 4            | 5            | 27           | 22           | 34     | 13     | 10     | 11     | 46     | 41     | +5 |
| Totale       | 49    | 17      | 5       | 6       | 6       | 19      | 19      | 17           | 8            | 4            | 5            | 27           | 22           | 34     | 13     | 10     | 11     | 46     | 41     | +5 |

### Andamento in campionato
| Giornata  | 1 | 2 | 3 | 4 | 5 | 6 | 7 | 8 | 9 | 10 | 11 | 12 | 13 | 14 | 15 | 16 | 17 | 18 | 19 | 20 | 21 | 22 | 23 | 24 | 25 | 26 | 27 | 28 | 29 | 30 | 31 | 32 | 33 | 34 |
| --------- | - | - | - | - | - | - | - | - | - | -- | -- | -- | -- | -- | -- | -- | -- | -- | -- | -- | -- | -- | -- | -- | -- | -- | -- | -- | -- | -- | -- | -- | -- | -- |
| Luogo     | C | T | C | T | C | T | C | T | C | T  | C  | T  | C  | T  | C  | C  | T  | T  | C  | T  | C  | T  | C  | T  | C  | T  | C  | T  | C  | T  | C  | T  | T  | C  |
| Risultato | V | V | N | V | N | V | N | V | V | P  | N  | V  | P  | P  | P  | P  | P  | N  | V  | V  | P  | P  | N  | V  | P  | V  | N  | N  | V  | N  | V  | N  | P  | P  |
| Posizione | 2 | 1 | 6 | 3 | 3 | 4 | 3 | 2 | 2 | 2  | 5  | 4  | 5  | 7  | 7  | 8  | 10 | 10 | 10 | 9  | 10 | 10 | 10 | 11 | 11 | 11 | 10 | 10 | 9  | 9  | 9  | 9  | 10 | 10 |

Legenda:

Luogo: C = Casa; T = Trasferta. Risultato: V = Vittoria; N = Pareggio; P = Sconfitta.

### Statistiche dei giocatori
| L. Bürger     | 13 | 0  | 3  | 0 |
| D. Danko      | 27 | 1  | 12 | 0 |
| M. Flügel     | 0  | 0  | 0  | 0 |
| D. Frahn      | 27 | 12 | 7  | 0 |
| J. Fuchs      | 6  | 0  | 1  | 0 |
| E. Gencel     | 32 | 1  | 4  | 0 |
| R. Gladrow    | 30 | 5  | 8  | 0 |
| T. Haran      | 1  | 0  | 0  | 0 |
| M. Hoffmann   | 12 | 0  | 3  | 0 |
| S. Ibraimo    | 13 | 0  | 3  | 0 |
| D. Iraqi      | 26 | 0  | 6  | 1 |
| M. Kastrati   | 13 | 0  | 3  | 0 |
| L. Klatte     | 33 | 0  | 4  | 0 |
| L. Löffler    | 0  | 0  | 0  | 0 |
| D. N'Gatie    | 19 | 1  | 1  | 0 |
| T. Nattermann | 20 | 1  | 3  | 0 |
| R. Ndualu     | 29 | 7  | 3  | 0 |
| A. Pistol     | 1  | 0  | 0  | 0 |
| M. Rausch     | 32 | 0  | 3  | 1 |
| S. Reimann    | 11 | 0  | 1  | 0 |
| T. Schmidt    | 14 | 2  | 0  | 0 |
| J. Sietan     | 31 | 1  | 5  | 1 |
| M. Steinborn  | 33 | 8  | 5  | 0 |
| P. Wegener    | 27 | 0  | 4  | 0 |
| J. Wilton     | 22 | 1  | 9  | 0 |
| T. Çakmak     | 31 | 6  | 4  | 0 |